# Silene taliewii
Silene taliewii là loài thực vật có hoa thuộc họ Cẩm chướng. Loài này được Kleopow miêu tả khoa học đầu tiên năm 1936.